# Когут, Игорь Романович
И́горь Рома́нович Ко́гут (укр. Ігор Романович Когут; род. 7 марта 1996, Днепропетровск) — украинский футболист, полузащитник клуба «Металлист 1925», выступающий на правах аренды за одесский «Черноморец».

## Биография
Воспитанник футбольной академии «Днепра».В ДЮФЛ сыграл в 93 матчах и забил 16 голов. Выступал в юношеском и молодёжном первенстве.24 июля 2016 года дебютировал в основном составе «Днепра» в матче против «Волыни», отыграв 72 минуты и отметившись забитым мячом..

## Достижения
«Днепр-1»
- Серебряный призёр чемпионата Украины: 2022/23

## Статистика
| Сезон   | Клуб    | Лига                 | Чемпионат | Чемпионат | Кубок | Кубок | Дубль | Дубль |
| Сезон   | Клуб    | Лига                 | Игры      | Голы      | Игры  | Голы  | Игры  | Голы  |
| ------- | ------- | -------------------- | --------- | --------- | ----- | ----- | ----- | ----- |
| 2013/14 | Днепр   | Премьер-лига Украины |           |           |       |       | 22    | 3     |
| 2014/15 | Днепр   | Премьер-лига Украины |           |           |       |       | 25    | 10    |
| 2015/16 | Днепр   | Премьер-лига Украины |           |           |       |       | 22    | 2     |
| 2016/17 | Днепр   | Премьер-лига Украины | 22        | 2         | 1     | 0     |       |       |
| 2017/18 | Днепр-1 | Вторая лига          | 30        | 15        | 6     | 2     |       |       |
| 2018/19 | Днепр-1 | Первая лига          | 24        | 11        | 2     | 0     |       |       |